# The Last Testament
"The Last Testament" o "l'Últim Testament", en català, és un llibre de Jonas Bendiksen, fotograf de l'Agència Magnum, publicat l'any 2017. El llibre, que pretén imitar una nova seqüela del Nou Testament i de l'Antic Testament, explica a través de testimonis personals i fotografies íntimes, els relats, històries i extractes de diferents testaments escrits de set persones que clamen ser el Messies en persona, els Profetes, que tenen com a missió salvar el món.

## Preparació del projecte
Bendiksen comença aquest projecte fa tres anys. Apassionat en llegir la biblia i fascinat pel misteri de la Fe, la qual creia que tenia moltíssima influència en la societat, va voler endinsar-se i sentir com seria el món on Crist hagués retornat. Per això, després de documentar-se e investigar per tot el món, es va trobar amb 7 homes de diferents cultures i països que afirmen ser Crist en persona. Aquests són: Jesús de Kitwe, INRI Crist, David Shayler/ Dolores Kane, Jesús Matayoshi, Apollo Quiboloy, Moses Hlongwane i Vissarion de Sibèria.

## Jesús de Kitwe (The Lord of Lords)
Jesús de Kitwe o conegut com Bupete Chibwe Chishimba, és un taxista nascut a Kitwe, Zàmbia. Treballa com a taxista amb dos cotxes sense licència. Bupete narra com a l'edat de 24 anys va tenir una revelació de Jesús i que aquest li va encomanar de ser el nou Jesús. Ara amb quasi cinquanta anys, està casat i té cinc fills i quan no treballa com a taxista, es dedica a profetar la paraula de Déu i a preparar el món per el que ell anomena "el regnat de Déu".
Jesús, que també es fa dir "Parent Rock of the World", "Mr. Faithful" i "Senyor de la paraula de Déu", compta amb dos deixebles: els germans Chibwe i Nkumbusko, que han deixat a les seves respectives famílies per a ajudar a Jesús en tot moment. Juntament amb Jesús, es dediquen a caminar pels mercats i poblats dels voltants de Kitwe per profetar la paraula del Messies i també per a donar l'oportunitat a la gent per a que pugin arrepentir dels seus pecats. Després de presentar-se dintre d'un Toyota Corolla blau atrotinat, amb les paraules "Lord of the Lords", porta a Bendiksen a casa seva per a presentar formalment a la seva família. "Sóc el Rei dels Reis", "he vingut per a jutjar al món"